# Nkomazi
Nkomazi (officieel Nkomazi Local Municipality) is een gemeente in het Zuid-Afrikaanse district Ehlanzeni.
Nkomazi ligt in de provincie Mpumalanga en telt 390.610 inwoners.

## Hoofdplaatsen
Het nationaal instituut voor de statistiek, Stats SA, deelt sinds de census 2011 deze gemeente in in 56 zogenaamde hoofdplaatsen (main place):
Albertsnek • Boschfontein • Driekoppies • Embhojeni • Emjejane • Emtfuntini • Goba • Hlengesha • Hoyi • Kaapmuiden • Kamaqhekeza • KaMatsamo • Kamhlushwa • Ka-Sibhejane • Komatipoort • Kruger National Park • KwaMandulu • KwaSipunu • KwaZibukwane • Lebombo • Lilydale • Louieville • Madaneni • Magogeni • Magudu • Malalane • Mananga • Mangweni • Marloth Park • Masibekela • Matsamo • Mbangwane • Mbuzini • Mgobode • M'hati • Mhlambanyatsi • Middelplaas • Mzinti • Ngwenyeni A • Ngwenyeni B • Nkomazi NU • Nsizwane • Ntunda • Phiva • Riverside • Shiyalongubo • Sibange • Sibayeni • Sidlamafa • Sikhwahlane • Sincobile • Skoonplaas • Thambokhulu • Tonga A • Tonga B • Vlakbult.